# Anastomoza (grzyby)

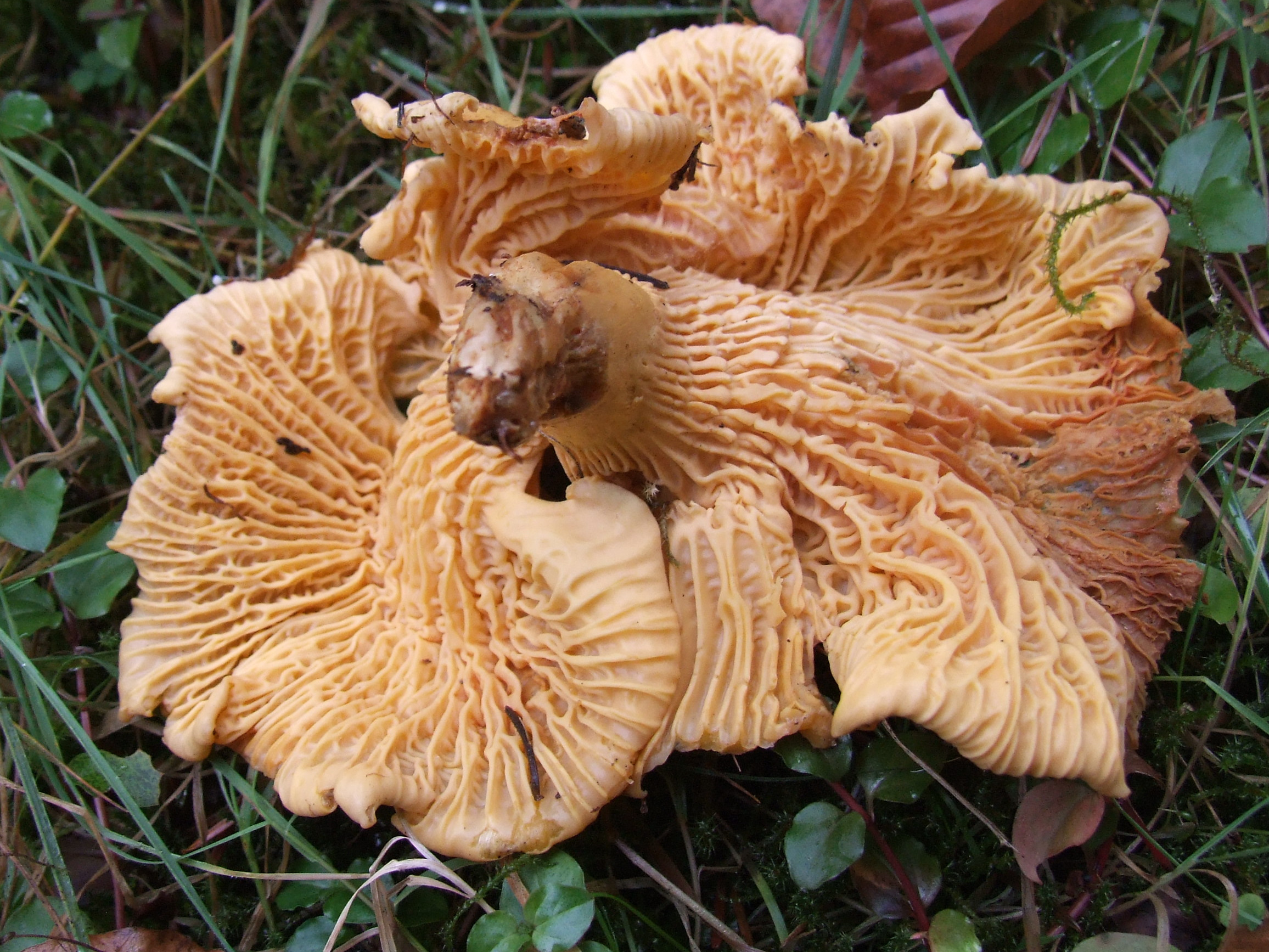
Anastomozy blaszek u pieprznika ametystowego

Anastomoza w biologii to połączenie między różnymi elementami tego samego organizmu. U grzybów występuje kilka rodzajów anastomoz:
- krótkie, poprzeczne lub ukośne połączenie pomiędzy dwiema sąsiednimi blaszkami, fałdami lub żeberkami na owocniku grzybów owocnikowych. Występowanie anastomoz lub ich brak jest cechą pomocną przy oznaczaniu niektórych gatunków grzybów. Niekiedy gęsta sieć anastomoz może utworzyć na owocniku gęstą siateczkę[1].
- krótkie połączenie pomiędzy strzępkami[2], parafizami, rzadziej między owocnikami[3], czy porami w rurkach u grzybów poliporoidalnych[4] (w języku ang. dla pieczarniaków stosuje się określenie „anastomose”, dla owocników twardych i zdrewniałych „daedaloid”)[5].
- połączenie między zarodnikami konidialnymi za pomocą specjalnej strzępki zwanej rurką zarodnikową (ang. conidial anastomosis tubes). Występuje u 73 gatunków grzybów, m.in. u Neurospora crassa. Polega na tym, że znajdujące się blisko siebie zarodniki wytwarzają rurki zarodnikowe, które kierują się ku sobie i łączą się. Przez utworzone połączenie mogą przejść jądra komórkowe[6].